# Erald Dika
Erald Dika (Elbasan, 3 luglio 1988) è un regista, sceneggiatore e montatore albanese che vive in Italia.

## Biografia
Erald Dika si laurea in Semiotica dello spettacolo all'Università degli Studi di Roma "La Sapienza". Prosegue i suoi studi a Bolzano alla ZeLIG - School for Documentary, Television and New Media diplomandosi in regia e montaggio.

## Filmografia

### Regista

#### Cortometraggi
- Roads - documentario (2018)[1]
- Cinquanta primavere - Il Coro Monti Pallidi si racconta - documentario (2019)

#### Lungometraggi
- Neverland - documentario (2019)

### Montatore

#### Cortometraggi
- Con i piedi sulle nuvole, regia di Vladimir Doda (2017)[2]
- Borgo Marino, regia di Antonio Di Biase - documentario (2017)[3]
- Roads, regia di Erald Dika - documentario (2018)
- Cinquanta primavere - Il Coro Monti Pallidi si racconta, regia di Erald Dika - documentario (2019)

#### Lungometraggi
- Neverland, regia di Erald Dika - documentario (2019)[4]

## Riconoscimenti
Poitiers Film Festival
- 2019 – Gran premio della giuria a Neverland[5]

First Steps Award 
- 2020 – Miglior documentario a Neverland[6]